# Stade Sapiac
El Parc des Sports de Sapiac , más conocido como Stade de Sapiac o Stade Sapiac, es un estadio situado en Montauban destinado a la práctica del rugby.
Es especialmente utilizado por el Union Sportive Montauban. Lo apodan "la cuvette" debido al antiguo carril bici que rodeaba el terreno hasta su renovación en 2024.

## Historia
El estadio es una antigua cantera que el club adquirió a principios del siglo XX, al final de la explotación. Con forma de cuenco desde el principio, el suelo arcilloso del terreno, impermeable y a menudo fangoso, influyó en el juego de los equipos de Montauban, basado en los delanteros. Además, la cuenca de Sapiac se inundaba con frecuencia. En 1996 el agua llegó hasta los travesaños. Desde entonces, se ha construido una estructura para contener una posible subida de las aguas del Río Tarn y de su afluente, el Tescou 
El primer partido de rugby en Sapiac tuvo lugar el 18 de octubre de 1908  . El US Montauban venció al FC Auch por 3-0.
El velódromo fue inaugurado el 6 de septiembre de 1908 a las 13:45 horas ante 4000 espectadores. El carril bici se utiliza ahora para colocar vallas publicitarias locales y para pesar personas. Mide 413.33 m de largo y 7.20 m de ancho. Fue construido en 1907, renovado en 1978 y 2000. La pista albergó el Campeonato de Francia de ciclismo en pista en 1973.
El récord de asistencia se remonta a la temporada 2008-2009 con 12 589 espectadores  contra el Stade Français Paris. En promedio, asistieron 7023 espectadores esa temporada. 
Al final de la temporada 2023-2024, el Stade Sapiac fue objeto de numerosas obras de renovación. :la tribuna debe ser demolida y reemplazada, la pista del velódromo está destruida ;el césped natural se sustituye por una superficie sintética más cercana a la tribuna presidencial 

## Accesibilidad
El estadio no dispone de aparcamiento propio, pero se puede acceder a él en coche aparcando en los espacios que hay alrededor del estadio. El estadio también está comunicado por las líneas 1 y 6 de la red de transporte público de Montauban, Le Bus TM.

## Eventos

### Rugby
- El 1 de junio de 2003 se jugó la final del Pro D2 2002-03, Montpellier RC vence Tarbes Pyrénées rugby 25 a 21.
- El 25 de junio de 2011, se jugó la final de Fédérale 1, AS Béziers vence CA Périgueux 13 a 6.
- El 27 de febrero de 2015, se jugó un test match international entre Francia femenina - Gales femenina or el  Seis Naciones Femenino 2015, se produjo la victoria de las francesas por 28 - 7 delante de más de 10 000 personas.[5]
- El 17 de marzo de 2017, se jugó un test match international entre Francia juvenil masculina - Gales juvenil masculina por el Seis Naciones M20 2017, se produjo la victoria de los franceses por 40 a 20.

### Fútbol
- El 17 de diciembre de 1998, Montauban Football Club Tarn-et-Garonne vence Toulouse Football Club, 2-0 en la Coupe de France de football 1994-1995.